# Frýdlant
Frýdlant (också Frýdlant v Čechách, tyska Friedland) är en stad i norra Böhmen, Tjeckien, vid foten av Isergebirge, norr om Liberec. Per den 1 januari 2016 hade staden 7 548 invånare.
1627−1634 bar Albrecht von Wallenstein titeln hertig av Friedland.